# Smírčí soudce
Smírčí soudce (angl. justice of the peace, též angl. magistrate od lat. magistratus) je titul člověka pověřeného ochranou panovníkova míru (čili soudce) v mnoha zemích angloamerické právní kultury. V Anglii, zemi svého vzniku, je jednou z nejstarších soudních institucí s nepřetržitou existencí od 14. století.
V Anglii (a Walesu) dnes na nižších soudech (angl. magistrate courts) působí okolo 30 000 laických smírčích soudců (angl. lay magistrate). Rozhodují vždy ve trojicích a s podporou právníka, soudního úředníka, rozhodují méně závažné trestné činy. Mezi trestné činy však v Anglii (i mnoha bývalých koloniích) patří i málo závažné věci, které by v České republice spadly mezi přestupky, například dopravní.
Vedle nich na nižších soudech působí i 145 placených smírčích soudců (angl. stipendiary magistrate nebo angl. district judge), kteří rozhodují závažnější případy (většinu těch, kde je obviněný ve vazbě). Faktem nicméně je, že přes 90 procent trestních případů v Anglii rozhodují dobrovolníci bez právnického vzdělání.